# Polystachya steudneri
Polystachya steudneri är en orkidéart som beskrevs av Heinrich Gustav Reichenbach. Polystachya steudneri ingår i släktet Polystachya och familjen orkidéer. Inga underarter finns listade i Catalogue of Life.